# Rodrigo Nascimento
Rodrigo Nascimento (Passo Fundo, 23 de junho de 1985) é um ciclista brasileiro, membro da equipa São Francisco Saúde-Klabin-SME Ribeirão Preto.

## Palmarés em estrada
- 2008
  - 3.º do campeonato do Brasil da contrarrelógio
- 2009
  -  Campeão do Brasil da contrarrelógio
- 2013
  -  Campeão do Brasil em estrada
  - 3.º do campeonato do Brasil da contrarrelógio
- 2014
  - 2.º do campeonato do Brasil da contrarrelógio
- 2015
  - 2.º da Volta do Paraná
  - 3.º do campeonato do Brasil da contrarrelógio
- 2016
  -  Campeão do Brasil da contrarrelógio
- 2017
  - 2.º do campeonato do Brasil em estrada
- 2018
  -  Campeão do Brasil em estrada
- 2019
  - 3.º do campeonato do Brasil da contrarrelógio

## Classificações mundiais
| Ano              | 2009   | 2010 | 2011 | 2012 | 2013 | 2014  | 2015 | 2016  | 2017 | 2018 |
| UCI America Tour | 232.º. |      |      |      | 52.º | 158.º | 79.º | 153.º |      | 22.º |